# Bhogar
Bogar, Bhogar o Boganathar (India del Sur 550 - 300 a. C.) fue un filósofo budista.

## Biografía
Bhogar ha sido descrito en diversas tradiciones, ya sea como un siddhar de India del Sur o como un filósofo chino que vivió en algún momento entre los años 550 y 300 a. C. Los que lo consideran haber sido un filósofo chino taoísta dicen que fue a India del Sur para aprender medicina. A Bhogar también se le considera como un contemporáneo de Tirumular. Samadhi, que es un estado de conciencia, es mencionado en al menos seis lugares en Tamil Nadu por Bhogar.
Se dice que Bhogar creó la imagen de Karttikeya a partir de una aleación de nueve metales en el templo de la colina en Palani. También estableció el templo de Murugan en Kataragama, Sri Lanka. No hay ninguna estatua de Murugan, sino una placa de cobre con escritos de mantras.
Según los documentos de medicina de siddha, Bhogar fue el descubridor de un elixir de la inmortalidad. La farmacognosia es el mayor de sus tratados. Sus otros trabajos son el yoga, el tiro con arco y uno glosario de medicina.
La leyenda cuenta que el icono principal fue consagrado por un Siddha Bhogar, de quien se decía que había utilizado la colina como un ashram y había ideado la amalgama del cual se alega el icono para hacerse. El bhogar, del que habla el mito, era un alquimista que aprendió el secreto de la inmortalidad. Se suponía que tenía que haber sido un contemporáneo de Agastia, el portador mítico de la cultura de Tamil Nadu, y haber vivido durante siglos dedicado a misiones de misericordia en el sur de la India. Se cree que había llegado del Himalaya y que tenía compuestos venenosos y medicinales en una amalgama inmortal del que se hizo el icono principal de Palani. Se dice que verter la pasta de sándalo, la leche y otros elementos en el icono en la adoración tiene un efecto ‘químico’ que se cree que perpetúa la inmortalidad del icono y que realza su poder para hacer milagros creativos en beneficio de los devotos. La leyenda además sostiene que los descendientes de Pulippāni, un discípulo del Siddha Bhogar, sirvieron como sacerdotes en el santuario principal al menos hasta el siglo XVI cuando el general de Tirumalai Nayak de Madurai (1623-1659), un Ramayappan, presentó ATI-Saiva Sivacaryas para oficiar en puja. De hecho esta tradición siguiere la posibilidad de que el templo se convirtió en Saiva y se asocia con Marukan relativamente tarde.